# Milena Vukotić
Milena Vukotić (en serbio: Милена Вукотић; Čevo, 4 de mayo de 1847 - Antibes, 16 de marzo de 1923), fue princesa consorte de Montenegro desde el 8 de noviembre de 1860 hasta el 28 de agosto de 1910, y a partir de entonces, reina consorte de Montenegro hasta el 25 de noviembre de 1918, como esposa del rey Nicolás I. Fue la única reina consorte de Montenegro. Así mismo, fue regente de Montenegro durante la ausencia de su cónyuge en 1869 y en 1883. También sirvió como regente titular del rey en exilio, Miguel, príncipe de Montenegro, de 1922 a 1923.

## Primeros años
Nacida en la villa montenegrina de Čevo, Milena era la hija del Voivoda Petar Vukotić y de su esposa, Jelena Vojvodić. Su padre era uno de los mayores terratenientes en Montenegro y un amigo cercano del Voivoda Mirko Petrović-Njegoš con quien había luchado en las guerras de la década de 1850. Los dos amigos decidieron consolidar su alianza con la unión de sus hijos. En 1853, Milena, de solo seis años de edad, fue comprometida al único hijo de Mirko, Nikola, de doce años de edad. Nikola era el sobrino y heredero de príncipe reinante de Montenegro Danilo I, que no tenía hijos.
En 1856, después de la muerte de su madre, Milena fue enviada a Cetiña, para ser criada en la casa de su futura familia política. Habiendo crecido de acuerdo con las rudimentarias costumbres de Montenegro, en ese tiempo incluso en las familias prominentes, Milena era analfabeta. Entre 1856 y 1860 fue criada en la casa de Mirko Njegoš, quien pronto iba a ser su suegro, criada conjuntamente con la hija de Mirko, Anastasia. Durante esos cuatro años se ligó estrechamente a su nueva familia: "Mi padre y mi madre la querían como a su propia hija" escribió más tarde el rey Nikola. "Mi difunto tío (príncipe Danilo), también la quería grandemente y la trataba como a su hija y ella le mostraba su amor y respeto de todas las formas. Era muy bonita, dulce, amable, gentil y devota". En esos años Milena apenas vio a su futuro marido. Seis años mayor que ella, Nikola mientras era educado primero en Trieste y más tarde en París.

## Matrimonio
El asesinato del príncipe Danilo, el 12 de agosto de 1860, inesperadamente convirtió a Nikola en príncipe reinante de Montenegro a la edad de dieciocho años. Poco después, Nikola estuvo a punto de morir de neumonía. Cuando se recuperó, se decidió organizar el matrimonio lo antes posible con el propósito de proporcionar a Montenegro un heredero. El padre de Milena viajó a San Petersburgo e informó del matrimonio al zar Alejandro II de Rusia, el principal apoyo y aliado de Montenegro.
El 8 de noviembre de 1860, a la edad de 13 años, Milena se casó con el príncipe Nicolás I de Montenegro de 19 años, quien se convertiría en rey en 1910. La boda fue sencilla y se celebró en la Iglesia Valch en el valle de Lovćen. El matrimonio fue político: su familia había jugado un importante papel en la política montenegrina y había ofrecido amistad a la Casa de Petrović-Njegoš, la familia de su marido.
Sólo sus primeros años de matrimonio, casi adolescente, fueron difíciles como princesa consorte. Era inexperta e inicialmente una figura solitaria eclipsada por la princesa Darinka, viuda del príncipe Danilo, quien era cercana de Nikola. Durante los cuatro primeros años de matrimonio no tuvo ningún hijo. Recibió clases de lengua serbia y aprendió francés. Milena afirmó su posición después de que Darinka abandonara Montenegro para siempre. 
En 1865 Milena dio a luz al primero de sus doce hijos. Entre 1865 y 1869 tuvo cuatro hijas en rápida sucesión, un varón como heredero, el príncipe Danilo, nació en 1871, después seguirían siete hijos más. La relación de Milena con su marido se solidificó con el tiempo y se convirtió en una mujer respetada e influyente. Mientras su marido estuvo en el extranjero en visitas a Austria-Hungría y Rusia en el invierno de 1868-1869, Milena estuvo al cargo de los asuntos de la corte.

## Descendencia
La pareja tuvo doce hijos: tres varones y nueve hijas, algunos de los cuales se casaron con miembros de la realeza europea.
- Zorka (1864-1890), casada con el príncipe Pedro Karađorđević, futuro rey Pedro I de Yugoslavia —padres del rey Alejandro I de Yugoslavia—.
- Militza (1866-1951), casada con el Gran Duque Pedro Nicolayévich de Rusia.
- Anastasia (1868-1935), casada (1) Jorge, Duque de Leuchtenberg; (2) Gran Duque Nicolás Nicolayevich de Rusia.
- María (1869-1885).
- Danilo (1871-1939), casado con la duquesa Jutta de Mecklemburgo-Strelitz —sin descendencia—.
- Elena (1873-1952), casada con el rey Víctor Manuel III de Italia —padres de la princesa Mafalda de Saboya, entre otros—.
- Ana (1874-1971), casada con el príncipe Francisco José de Battenberg- sin descendencia.
- Sofía (1876-1876).
- Mirko (1879-1918), casado con la princesa Natalia Konstantinović de la Casa de Obrenović (divorciado) —tuvieron descendencia—.
- Xenia (1881-1960).
- Vera (1887-1927).
- Pedro (1889-1932).

## Últimos años
Después de la anexión por el Reino de Serbia en 1918, la familia real fue obligada a ir al exilio. Milena murió en Francia en 1923, dos años más tarde que su marido y fue enterrada en San Remo. En 1989, sus restos, junto con los de su marido, y Xenia y Vera, dos de sus hijas, fueron trasladados a Cetiña y enterrados en la capilla de Cipur.

## Títulos y tratamientos
Esta tabla aún no está actualizada. Puedes contribuir aportando información sobre títulos y tratamientos de esta persona.

## Distinciones honoríficas
Nacionales
- Dama Gran Cruz de la Orden del Príncipe Danilo I.
- Dama de la Orden de San Pedro de Cetiña.
- Dama de la Orden de Petrović-Njegoš.